# Amarusio
Amarusio (gr. Αμαρούσιο) albo Marusi (gr. Μαρούσι) – miasto w Grecji, w administracji zdecentralizowanej Attyka, w regionie Attyka, w jednostce regionalnej Ateny-Sektor Północny. Siedziba i jedyna miejscowość gminy Amarusio. W 2011 roku liczyło 72 333 mieszkańców. Położone w granicach Wielkich Aten.
Według oficjalnych danych Amarusio to najbardziej pracowita społeczność Grecji (najniższy odsetek bezrobotnych). W mieście znajduje się zespół obiektów olimpijskich O.A.K.A., który zarazem jest największym kompleksem sportowym w całej Grecji. Zajęcia sportowe, szeroko dostępne są także dla lokalnej społeczności i to poczynając od niemowląt ("baby swimming"). Posiada dworzec kolejowy na którym znajdują się 4 perony, w tym 2 obsługujące połączenia z innymi miastami położonymi na przedmieściach Aten. W Amarusio znajdują się siedziby greckich filii zagranicznych korporacji, takich jak: Kodak, Bayer, Kimberly-Clark, Siemens oraz Nestlé, a także koncernów greckich.
Amarusio rozwija się szczególnie intensywnie od roku 1980. Od 1990 roku z intensyfikacją urbanizacji miasto uzyskało doskonałe połączenia drogowe i kolejowe (m.in. trasa szybkiego ruchu nr 6 oraz powstanie przystanku metra ateńskiego). W 2004 roku połączenia drogowe dodatkowo wzmocniła lokalna autostrada Attiki Odos. Amarusio stało się już jedną z największych dzielnic biznesowych stolicy Grecji. To tutaj zbudowano największy w Grecji zespół domów towarowych "Athens Mall" oraz to tędy przebiega, na głównym odcinku, najdroższa aleja Grecji Leoforos Kiffisias.
Od 2000 roku w mieście powstają liczne nisko wysokościowe budynki biurowe oraz dzielnice willowe. Dzięki wzrostowi liczby zamożnych mieszkańców wzrosło zapotrzebowanie na ekskluzywne formy rozrywki. Dzięki temu w mieście powstały liczne prestiżowe uczelnie prywatne oraz publiczne, a także renomowane restauracje i kawiarnie.

## Zmiana populacji miasta[potrzebnyprzypis]
| Rok  | Populacja | Zmina           | Gęstość      |  |
| ---- | --------- | --------------- | ------------ |  |
| 1981 | 48,151    | –               | 3,721.67/km² |  |
| 1991 | 64,092    | +15,941/+33.11% | 4,953.78/km² |  |
| 2001 | 69,470    | +5,378/+8.39%   | 5,369.45/km² |  |

## Znani ludzie pochodzący z miasta
- Spyridon Luis – grecki maratończyk
- Aliki Wujuklaki – grecka aktorka

## Miasta partnerskie
- Nisz, Serbia
- Faenza, Włochy